# Черкеск
Черкеск (на руски: Черкесск) е град в Южна Русия, Севернокавказки федерален окръг, Република Карачаево-Черкезия.
Градът е административен център на Карачаево-Черкезия, както и културен център за малцинствата, населяващи този регион. Основан е през 1804 г.

## Население
Населението на Черкеск към 1 януари 2018 г. е 122 395 души.
Той е населяван от черкези, карачаевци, руснаци, абазини, ногайци и малцинства от гърци и арменци.
- черкези – (35,0%)
- руснаци – (33,0%)
- карачаевци – (20,7%)
- абазини – (11,5%)